# Phymatosilpha cordofana
Phymatosilpha cordofana är en kackerlacksart som först beskrevs av Brunner von Wattenwyl 1865.  Phymatosilpha cordofana ingår i släktet Phymatosilpha och familjen småkackerlackor. Inga underarter finns listade i Catalogue of Life.